# NGC 1861
NGC 1861 (другое обозначение — ESO 56-SC76) — рассеянное звёздное скопление в созвездии Столовой Горы, расположенное в Большом Магеллановом Облаке. Открыто Джоном Гершелем в 1836 году.

## Описание
Описание Дрейера: «очень тусклый, довольно крупный объект круглой формы, немного более яркий в середине». Этот объект входит в число перечисленных в оригинальной редакции «Нового общего каталога».
Скопление сплюснуто на 14 % относительно сферической формы. Его масса составляет около 190 тысяч M⊙. Возраст скопления составляет 400—800 миллионов лет, по более новым данным — от 0,32 до 0,40 млрд лет. Содержание тяжёлых элементов в скоплении Z = 0,008.
Модуль расстояния (m − M)0 = 18,50m. 

## Наблюдение

### Данные наблюдений
Видимая звёздная величина в диапазоне чувствительности глаза mV = 13,16m, в синем фильтре mB = 13,63m. В полосе К (ближний инфракрасный свет) mK = (10,285 ± 0,025)m.

### Астрономические данные
По состоянию на стандартную эпоху J2000.0 прямое восхождение объекта составляет 05ч 10м 22.2с, склонение −70° 46′ 38″.
Видимые размеры — 1,5×1,5 угловой минуты.

## Обнаружение и исследования
Впервые астрономический объект NGC 1861 был обнаружен  британским астрономом Джоном Гершелем 12 ноября 1836 года с помощью телескопа зеркального типа диаметром 47,5 см (18,7 дюйма).